# Spaltzahnmoose
Die Spaltzahnmoose (Fissidens) sind eine Gattung von Laubmoosen, die eine eigene Familie Fissidentaceae bilden. Die Vertreter zeichnen sich durch eine sehr eigentümliche Blattstellung und Blattaufbau aus. Die dreischneidige Scheitelzelle, mit der alle Moose wachsen, bildet sich hier bald nach ihrer Entstehung zu einer zweischneidigen um. Dementsprechend stehen die Blätter streng in zwei Reihen am Stämmchen, und zwar so, dass die Blattspreiten mit dem Stämmchen eine Ebene bilden. Hierdurch bekommen die Moospflänzchen das Aussehen kleiner Farnwedel.
Die Blätter selbst setzen sich aus zwei Blattteilen, dem Oberflügel und dem Unterflügel zusammen, die kahnförmig zusammengefaltet sind.
Das Peristom der Fissidentaceae besteht aus 16 Zähnen, die jeweils in zwei Teile gespalten sind. Daher haben die Moose auch ihren Namen Spaltzahnmoose.
Unter den Arten der Familie gibt es viele wärme- und feuchtigkeitsliebende Arten, weshalb die Mehrzahl in den Tropen vorkommt. Wenige Arten kommen aber auch in der Arktis vor.

## Systematik
Die Familie Fissidentaceae wird in die Ordnung Dicranales gestellt. Sie besteht aus einer Gattung mit rund 440 Arten. In der Vergangenheit wurden die Arten auf mehrere Gattungen aufgeteilt, darunter Nanobryum und Octodiceras.
In Deutschland, Österreich und der Schweiz häufiger vorkommende Arten sind:
- Haarfarnähnliches Spaltzahnmoos (Fissidens adianthoides)
- Fissidens bryoides
- Fissidens crassipes
- Kamm-Spaltzahnmoos (Fissidens dubius)
- Fissidens exilis
- Echter Quellgabelzahn (Fissidens fontanus)
- Fissidens gracilifolius
- Fissidens pusillus
- Eibenblättriges Spaltzahnmoos (Fissidens taxifolius)